# Kiss Gyula (labdarúgó, 1920)
Kiss Gyula (Salgótarján, 1920. november 15. – ?, 1963. július) magyar labdarúgó, balhátvéd.

## Sikerei, díjai
- Magyar bajnokság
  - 5.: 1942–43
  - 6.: 1955
- Magyar kupa
  - döntős: 1941, 1943